# 発熱相談センター
発熱相談センター（はつねつそうだんセンター）は、日本の行政の臨時組織のひとつで、新型のウイルス性呼吸器感染症の蔓延を防ぐため、新型感染症への罹患が疑われる人が、直接医療機関を受診する前に電話で相談するために主に保健所に臨時に開設される、電話相談（トリアージ）窓口である。
2009年新型インフルエンザを機に設置され、新型コロナウイルス感染症（COVID-19）でも再設置されている。
これは自覚症状を持つ患者を対象としたトリアージ窓口であり、その条件に当てはまらない場合は、各都道府県が設置する「新型コロナウイルス一般電話相談窓口」に問い合わせるよう通知している。

## 目的
感冒様の症状を示した患者から新型インフルエンザの感染者を抽出し、指定病院の「発熱外来」に隔離することで、一般の診療所や病棟を介した新型ウイルスの蔓延を防止することである。
感冒様の症状が発生した患者から電話で相談を受け、症状から新型か否かを推測し、新型である可能性が高い患者を、「発熱外来」に隔離する。

## 2009年の設置
発熱相談センターの設置は、厚生労働省健康局結核感染症課が厚生科学審議会感染症分科会感染症部会新型インフルエンザ対策に関する検討小委員会で検討を続けてきた新型インフルエンザ対策の一環である。

### 略歴
- 2002年2月、中国福建省に旅行した香港人が高病原性鳥インフルエンザに感染、2人が死亡（成人で初）
- 2003年2～4月、オランダ人1人感染死
- 2003年10月1日、高病原性鳥インフルエンザによる成人の死亡を受け、感染症分科会感染症部会新型インフルエンザ対策に関する検討小委員会の第一回を厚生労働省が開催[8]
- 2005年5月、世界インフルエンザ事前対策計画を世界保健機関が策定
- 2005年11月、新型インフルエンザ対策行動計画を日本政府が策定
- 2005年12月27日、新型インフルエンザ専門家会議を厚生労働省が結成[9]
- 2007年3月14日、第5回新型インフルエンザ専門家会議開催。発熱相談センターの設置の検討開始[10]。
- 2007年3月26日、『新型インフルエンザ対策ガイドライン（フェーズ4以降）』[11]を新型インフルエンザ専門家会議が策定。発熱相談センターの設置が盛り込まれる。
- 2009年4月27日、新型インフルエンザのフェーズが4になったことを受け、前述のガイドラインにもとづき、発熱相談センターを全国の保健所等が開設した。

## 2020年の設置
日本での新型コロナウイルスの感染拡大においても再設置された。各都道府県および政令指定都市が設置した保健所内に新設された相談センターである。当初は帰国者・接触者相談センターとして開設されたが、国内感染が通年を通して広がったことを受け、以下の名称となった。
- 発熱相談センター（東京都、市川市など）
- 発熱等診療予約センター（神奈川県）
- 新型コロナウイルス感染症コールセンター（横浜市）
- 新型コロナウィルス感染症相談センター（船橋市）
- 新型コロナ受診相談センター（大阪府）
- 受診・相談センター（福島県、富山県など）

### 略歴
- 2020年2月1日 - 厚生労働省が各都道府県に対して設置するよう2020年2月1日付で事務連絡[13][14][15]。
- 2020年2月20日までに500か所の相談センターが設置され、相談件数が2月20日までに1万3900件に達したとされる[16]。